# Жута мрља
Жута мрља је зона на мрежњачи ока која носи највећи број чулних ћелија. Она се налази на мрежњачи где хоризонтална оса дели очну јабучицу на горњу и доњу половину. То је зона најјаснијег вида. У жутој мрљи, чулне ћелије су густо збијене и у њој се ствара обрнута и умањена слика онога што видимо, која је претходно прошла кроз рожњачу, зеницу, очно сочиво и стакласто тело. Лик се ипак види онакав какав јесте, захваљујући центрима чула вида који се налазе у можданој кори.